# Ваграмян, Ашот Тигранович
Ашот Тигранович Ваграмян (23 марта 1908, с. Анджерти (ныне Турция) — 8 октября 1973, Москва) — доктор технических наук, профессор кафедры технологии электрохимических производств МХТИ (1964—1965), лауреат Сталинской премии 3-й степени (1952).

## Биография
Родился 23 марта 1908 года в с. Анджерти (ныне Турция).
Выпускник опытно-показательной школы Наркомпроса Армянской ССР. Учился на сельскохозяйственном (1927—1930), а затем на физико-математическом (1930—1931) факультетах Государственного университета Армянской ССР (Ереван). В 1932—1935 годах учился в аспирантуре при Ленинградской коллоидно-электрохимической лаборатории (ЛАКЭ АН СССР). В 1935 году защитил кандидатскую диссертацию по теме «Некоторые вопросы электроосаждения металлов». В 1936—1940 годах учился в докторантуре. В 1944 году защитил докторскую диссертацию на тему: «Электролитическое осаждение серебра». С 1940 года работал в Институте физической химии АН СССР сначала старшим научным сотрудником, затем возглавил созданную по его инициативе лабораторию электроосаждения металлов. В 1964—1965 годах работал профессором кафедры технологии электрохимических производств МХТИ (по совместительству).
Умер 8 октября 1973 года. Похоронен на Хованском кладбище.

## Научная деятельность
Основные научные работы выполнил в области электроосаждения металлов. Сформулировал и экспериментально подтвердил новые представления о механизме возникновения и роста кристаллов при электроосаждении, что дало возможность объяснить некоторые свойства и характер электрохимических осадков. Предложил новые методы исследования процесса электрохимического осаждения металлов, которые нашли применение как при изучении механизма электродных процессов, так и при решении прикладных задач.
Один из основоположников отечественной науки в области электроосаждения металлов и сплавов. Проведенные им исследования охватывают широкий круг вопросов теории и практики электроосаждения металлов. Научные труды Ваграмяна А. Т. были посвящены изучению закономерностей электрокристаллизации металлов и сплавов (серебра, цинка, меди, хрома, металлов группы железа и их сплавов с молибденом и вольфрамом и др.), что позволило впервые установить тесную связь между их химическими, каталитическими и электрохимическими свойствами. Новизна этих представлений состояла в том, что Ваграмян А. Т. особое внимание уделял неоднородности поверхности электрода при электроосаждении металлов и влиянию адсорбции чужеродных частиц на процессы электрокристаллизации. Важность этих представлений, которые изложены в книге Ваграмяна А. Т. и Жамагорцянц М. А. «Электроосаждение металлов и ингибирующая адсорбция» (1969 г.), состояла в том, что они во многих случаях не только позволяли понять причины осаждения покрытий неудовлетворительного качества, но и указывали пути устранения этих причин.
Развивая представления о состоянии поверхности электрода в процессе электроосаждения, он по-новому подошел к выяснению механизма выделения металлов группы железа и соосаждению их с такими трудновыделяемыми металлами, как вольфрам и молибден. Разработанный Ваграмяном А. Т. с сотрудниками высокотемпературный метод исследования позволил убедительно показать, что высокое значение перенапряжения при электрохимическом выделении металлов группы железа связано с пассивацией их поверхности чужеродными частицами. Влияние ингибирующей адсорбции на процессы электроосаждения металлов подтверждалось и в его дальнейших исследованиях.
Особое место в работах Ваграмяна А. Т. было посвящено исследованию электроосаждения хрома, электрохимического восстановления хромовой кислоты и роли в этом процессе посторонних анионов. Им были развиты представления о фазовой пленке, образующейся при электровосстановлении хрома, обоснована её роль в получении хромовых покрытий различных свойств и качества. Разработанные Ваграмяном А. Т. и его учениками (д.х.н. Соловьевой З. А., кандидатами хим. наук Усачевым Д. Н., Солодковой Л. Н., Аджиевым Б. У., Казаковым В. А.) научные основы процесса электроосаждения хрома во многом способствовали созданию современных промышленных технологий хромирования.
Ашот Тигранович всегда подчеркивал, что достоверность результатов исследований и успех решения той или иной поставленной задачи зависит в первую очередь от правильности выбора методики исследования и соблюдения всех необходимых условий, способствующих точности измерений. Он сам был прекрасным методистом, постоянно уделял этому первостепенное внимание и разработал ряд принципиально новых методов исследования электрохимических процессов и физико-механических свойств осаждаемых покрытий, в том числе, методы быстрого снятия поляризационных кривых и скорости адсорбции поверхностно-активных веществ, фотометрический метод определения отражательной способности поверхности электрода, оптический метод определения сцепляемости электролитических покрытий с основой, метод определения рассеивающей способности и измерения внутренних напряжений, упоминаемый выше высокотемпературный метод исследования и др. Понимая важность применения правильных методов, Ваграмян А. Т. совместно с Соловьевой З. А. в 1955 г. написал монографию «Методы исследования процессов электроосаждения металлов», которая затем была переиздана в 1960 г. Даже сегодня эта книга не потеряла актуальности, особенно для молодых исследователей.
Ваграмяном А. Т. и его учениками внесён большой вклад в выяснение причин наводороживания и водородной хрупкости металлов — были предложены принципиально новые методы борьбы с водородной хрупкостью, в частности, путем введения в кадмиевые и цинковые покрытия добавок титана, обладающего способностью абсорбировать водород и, тем самым, снизить наводороживание основного металла.
Кроме трёх упомянутых выше книг Ваграмян А. Т. написал ещё две: «Электроосаждение металлов» (1950 г.), книга была переведена на английский язык, и совместно с Петровой Ю. С. «Физико-механические свойства электролитических осадков» (1960 г.).
Ашот Тигранович был не только ученым с мировым именем, но и прекрасным, душевным человеком, учителем с большой буквы. Он воспитал десятки молодых специалистов, которые и сегодня работают в академических и отраслевых НИИ, в ВУЗах и в промышленности. Двое его учеников стали докторами наук, более двадцати человек защитили кандидатские диссертации.
Автор более 100 научных работ, в том числе 4-х монографий, получивших большую известность и переведенных на ряд иностранных языков.

### Научные труды
- Ваграмян А. Т. К вопросу о перенапряжении серебра. М., Изд-во Акад. наук СССР, 1939. С. 243—246.
- Ваграмян А. Т., Соловьёва З. А. Методы исследования процессов электроосаждения металлов. М., Изд-во Акад. наук СССР, 1955. 252 с.
- Ваграмян А. Т., Соловьёва З. А. Методы исследования электроосаждения металлов. Изд. 2-е, переработ. и доп. М., Изд-во Акад. наук СССР, 1960. 448 с.
- Ваграмян А. Т. Некоторые случаи электролитического осаждения металлов в связи с теорией электрокристаллизации. (Тезисы диссертации на степень кандидата хим. наук). М., тип. Кр. печатник, 1935. 3 с.
- Ваграмян А. Т., Ильина-Какуева Т. Б. Распределение тока на поверхности электродов при электроосаждении металлов. М., Металлургиздат, 1955. 68 с.
- Ваграмян А. Т. Теория и практика электролитического хромирования. М., Изд-во Акад. наук СССР, 1957. 232 с.
- Ваграмян А. Т., Петрова Ю. С. Физико-механические свойства электролитических осадков. М., Изд-во Акад. наук СССР, 1960. 206 с.
- Ваграмян А. Т. Электроосаждение металлов. М., Изд-во Акад. наук СССР, 1950. 200 с.
- Ваграмян А. Т., Жамагорцянц М. А. Электроосаждение металлов и ингибирующая адсорбция. М., Наука, 1969. 198 с.
- Ваграмян А. Т., Горбунова К. М., Кудрявцев Н. Т. и др. Электроосаждение металлов и сплавов. Под ред. Н. Е. Хомутова. М., 1966. 260 с.

## Награды
- Сталинская премия 3-й степени (1952) — за монографию «Электроосаждение металлов»;
- Орден Трудового Красного Знамени (1954).